# قارون

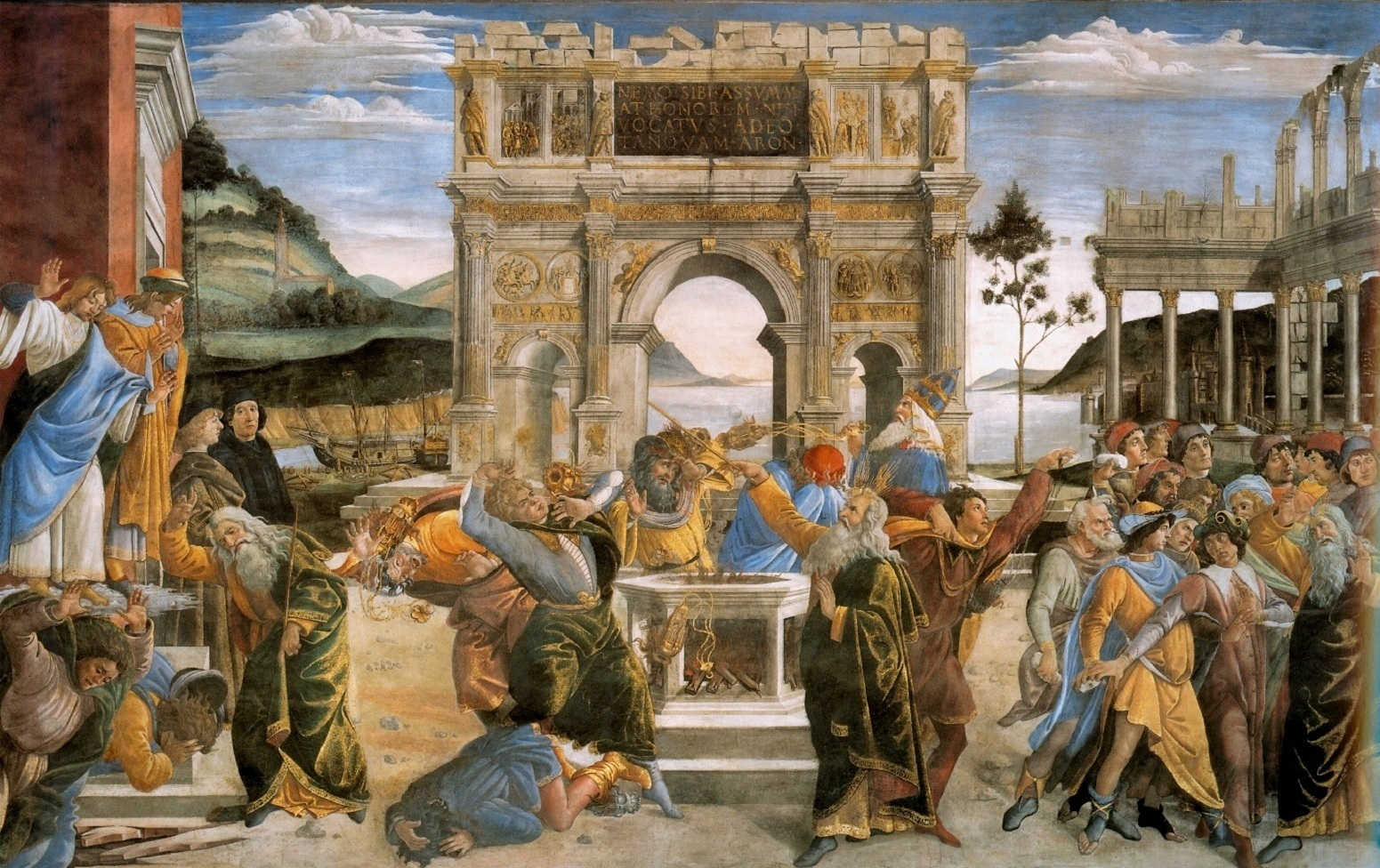
مجازات قارون و سنگسار موسی و هارون، اثر ساندرو بوتیچلی. این اثر فرسکو در واتیکان قرار دارد.

قارون (به عبری: קֹרַח) از افراد بنی‌اسرائیل (مصر باستان)، معاصر موسی پیامبر و به قولی پسرعموی وی بود.
قارون جاه‌طلب، بخیل، حسود و بسیار ثروتمند بود، آن‌چنان‌که چند تن زورمند زیر بار کلیدهای مخازن و دفاتر حساب اموالش زانو می‌زدند. هرچند او را اندرز می‌دادند که به مال دنیا مغرور نشود، و آن را در راه خیر مردم صرف کند، نمی‌پذیرفت. وی در پرداخت زکات بُخل ورزید و عاقبت حیله‌ای اندیشید تا موسی را با سلاح تهمت مغلوب کند. پس با زنی تبهکار تبانی کرد تا وی در حضور قوم از موسی تظلم کند و او را به زنا متهم سازد. چون صبح فرارسید، قارون در مجمع بنی‌اسرائیل رو به موسی کرد و گفت: آیا در تورات وارد نشده که زانی را باید سنگسار کرد؟ موسی گفت: آری. قارون گفت: پس تو به حکم تورات و فتوای خودت باید سنگسار شوی، زیرا با فلان زن زنا کرده‌ای. موسی زن را احضار کرد و او را قسم داد تا حقیقت امر را در حضور قوم بیان کند. زن گفت: آنچه قارون می‌گوید تهمت و افتراست، و من گواهی می‌دهم که قارون دروغگوست. آن‌گاه موسی دربارهٔ او نفرین کرد و خدا زلزله‌ای سخت پدیدآورد و زمین «قارون، خانه و گنجش» را به کام خود کشید. دربارهٔ تشخیص هویت قارون با رجال تاریخی میان محققان اختلاف است.
داستان قارون در قرآن در سوره قَصص، آیه‌های ۷۶ تا ۸۴ آمده‌است.